# Tom Raftery
Tom Raftery este un om politic irlandez, membru al Parlamentului European în perioada 1984-1989 din partea Irlandei.
1. ↑   https://www.oireachtas.ie/en/members/member/Tom-Raftery.S.1989-01-10 Lipsește sau este vid: |title= (ajutor)